# Panīpeirōtikos Athlītikos Syllogos Giannina 2013-2014
Questa voce raccoglie le informazioni riguardanti il Panīpeirōtikos Athlītikos Syllogos Giannina nelle competizioni ufficiali della stagione 2013-2014.

## Rosa
| N. |                    | Ruolo | Calciatore               |
| -- | ------------------ | ----- | ------------------------ |
| 2  | Grecia (bandiera)  | D     | Georgios Dasios          |
| 3  | Albania (bandiera) | C     | Andi Lila                |
| 6  | Grecia (bandiera)  | D     | Alexios Michaīl          |
| 8  | Grecia (bandiera)  | D     | Themistoklīs Tzīmopoulos |
| 9  | Serbia (bandiera)  | A     | Brana Ilić               |
| 11 | Albania (bandiera) | C     | Emiljano Vila            |
| 12 | Grecia (bandiera)  | A     | Evripidis Giakos         |
| 14 | Grecia (bandiera)  | A     | Giannis Nakos            |
| 15 | Grecia (bandiera)  | C     | Charis Charisis          |
| 17 | Albania (bandiera) | D     | Arben Muskaj             |
| 19 | Senegal (bandiera) | C     | Paul Keita               |
| 20 | Albania (bandiera) | D     | Simon Rrumbullaku        |

| N. |                        | Ruolo | Calciatore            |
| -- | ---------------------- | ----- | --------------------- |
| 21 | Grecia (bandiera)      | C     | Stavros Tsoukalas     |
| 26 | Grecia (bandiera)      | D     | Dīmītrios Kolovetsios |
| 33 | Grecia (bandiera)      | C     | Nikos Korovesis       |
| 36 | Paesi Bassi (bandiera) | A     | Charlton Vicento      |
| 40 | Grecia (bandiera)      | P     | Georgios Abaris       |
| 44 | Grecia (bandiera)      | D     | Apostolos Skondras    |
| 49 | Grecia (bandiera)      | C     | Giannis Ioannou       |
| 55 | Grecia (bandiera)      | D     | Thodoris Berios       |
| 77 | Grecia (bandiera)      | P     | Dimitrios Sotiriou    |
| 88 | Grecia (bandiera)      | C     | Michalis Avgenikou    |
| —  | Grecia (bandiera)      | P     | Markos Vellidis       |
| —  | Grecia (bandiera)      | C     | Tasos Krītikos        |